# Піктська мова
Піктська мова — мертва мова, якою до XII століття говорили племена піктів, котрі населяли східну та північну частини теперішньої Шотландії. Мову не вдається точно класифікувати, оскільки майже не існує писемних пам'яток, за якими її можна було б віднести до певної мовної групи. Теоретично як джерело для вивчення піктської мови розглядають географічні назви (напр. Абердин), особові імена та короткі написи, виконані огамом та латиницею (приблизно 30), які були знайдені на території, що контролювалась Королівством піктів. Уцілілі написи погано збереглися, а тому ледве піддаються читанню. Більшість дослідників, спираючись на ці джерела, відносять піктську до бритських мов кельтської мовної групи. Піктська мова була витіснена гельськими мовами на території Шотландії та германськими мовами на островах. Процес зникнення мови почався під час правління шотландського короля Костянтина ІІ (900—943) та продовжився під час правління його наступників. На думку більшості дослідників, піктська ідентичність серед населення повністю зникла на початку XI століття.

## Класифікація
Існує кілька більш або менш переконливих теорій щодо походження та класифікації піктської мови.
- Піктська є гілкою бритських мов. Найбільш поширена на сьогодні теорія.
- Належить до гойдельських мов. Теорія панувала в XIX столітті.
- Мова була германською і є предком сучасної шотландської германської мови. Теорія переважала у XVIII столітті.
- Доіндоєвропейська теорія. Була популярною в середині та кінці XX століття.

На сьогодні більшість учених схиляється до думки, що піктська мова належить до бритських. Значний вплив на піктську мала староірландська мова, яка належить до гойдельських. Вважають, що піктська вплинула на розвиток шотландської гельської мови. Юлій Цезар вважав піктів народом, близьким до іберів. З огляду на це піктів можна розглядати як народ, близький до басків, тобто доіндоєвропейського населення Європи.

## Місце серед кельтських мов

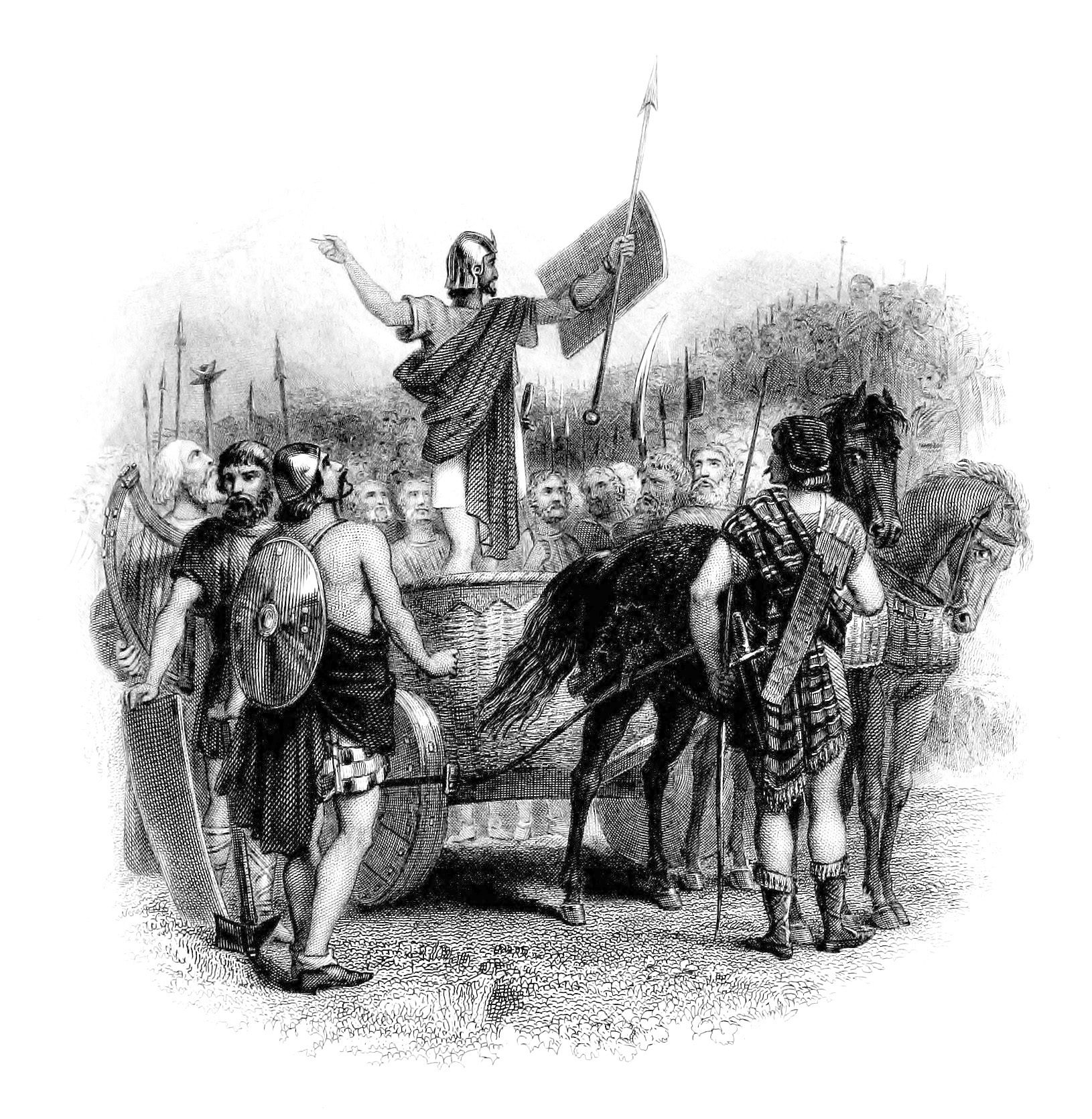
Особові імена правителів піктських земель Римського періоду, зокрема Кальгака, мали кельтське походження

Аналіз географічних назв та власних імен показав, що кельтська мова, яка була поширена на території Королівства піктів, була близькою до бритських зі значним гойдельським впливом. У 1582 році шотландський історик та гуманіст Джордж Б'юкенен уперше висунув теорію про те, що піктська мова була бритською, яка тісно контактувала зі староірландською. Подібну думку висловив Джордж Чалмерс у XIX столітті, який ототожнював піктську з спільнобритською. Свою теорію він мотивував тим, що орфографія бритських мов збігається з орфографією географічних назв та особистих імен Королівства піктів.
Кельтолог Вітлі Стоукс у своєму філологічному дослідженні ірландських хронік твердив, що піктська мова була близькою до валлійської. Цю думку так само висловив філолог Александр Макбейн, який проаналізував назви племен і місцевостей у праці 2 століття «Географія», автором якої був Птолемей.
Ретельне дослідження шотландських назв місцевостей типолога Вільяма Вотсона беззаперечно доводило, що p-кельтська мова панувала на історичних теренах піктів. Він, зокрема, твердив, що піктська була північним предком спільнобритської мови, водночас твердив, що саме остання пізніше була витіснена староірландською.
Вільям Форбс Скін твердив, що піктська мова була гойдельською, предком шотландської гельської. Він також твердив, що місіонер Колумба потребував перекладача не через різницю між піктською та староірландською, а через те, що він проголошував промови латиною. Думка набула популярності в XIX столітті, проте на сьогодні її ставлять під сумнів.
Приблизно з V століття пікти жили під політичним, суспільним та мовним гнітом з боку Дал Ріада. Під кінець існування королівства пікти вже говорили шотландською гельською. Кетрін Форсайт вважає, що двомовність піктів на периферії Королівства піктів тривала кілька поколінь. Шотландська гельська, на відміну від ірландської (включаючи староірландську), має великий пласт бритських запозичень. Що цікаво, має систему дієслів, побудовану на тих же основах, що і валлійська.

## Неіндоєвропейська теорія
1892 року валлійський кельтолог Джон Ріс висунув теорію, що піктська мова була неіндоєвропейською. Його теорія спиралась на незрозумілість огамічних написів, знайдених на колишніх теренах Королівства піктів. Подібну тезу озвучив Гайнріх Ціммер, який твердив, що екзотичні звичаї піктів (татуювання та матрилінійність) вказують на те, що мова була неіндоєвропейською. Теорія досить позитивно сприймалась до XX століття.
Оновлена версія цієї ж теорії була презентована Кеннетом Джексоном, який у 1955 році зробив доповідь про цю мову. Джексон висунув версію, що існувало дві піктські мови:
- мова p-кельтська, яка могла мати некельтський субстрат;
- друга мова могла використовуватись для ритуальних цілей і використовуватись на письмі[17].

Гіпотеза Джексона спиралась на теорію, що бритська еліта, знана як «будівельники Броху» прийшла з півдня Британії на територію піктів та стала панувати там.. Джексон тим самим намагався пояснити незрозумілість огамічних написів, вважаючи, що мова піктів була p-кельтською, а написи на каменях зроблені писемною мовою еліти.
Пізніше завдяки дослідженням, результатами яких стало краще розуміння огамічного письма, було доведено, що мова на каменях є кельтською. Крім того, у 2012 році Ерік Гамп також висунув теорію, що піктська мова була неіндоєвропейською.

## Спростовані теорії

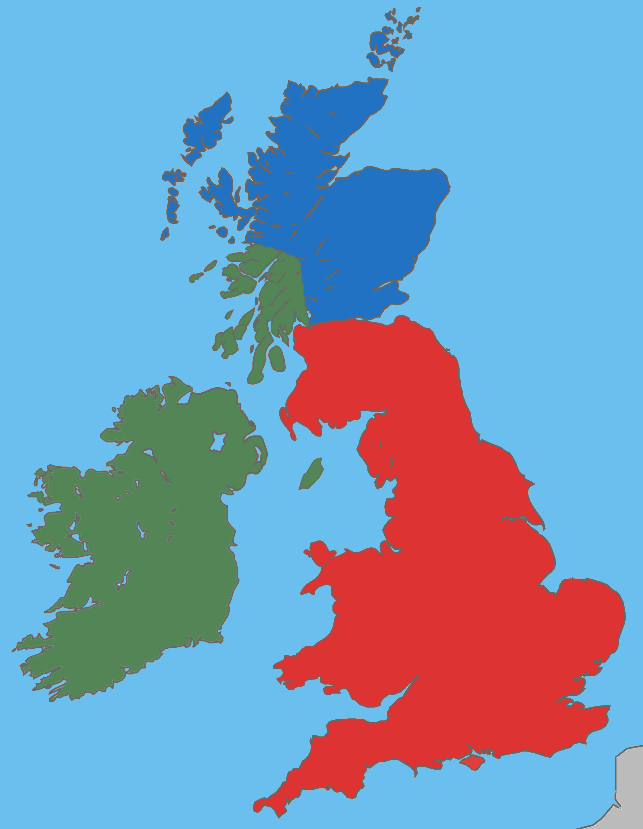
Британія та Ірландія в перші століття нашої ери до прибуття англів та саксів.
Переважно гойдельські землі
Переважно піктські землі
Переважно бритські землі.

Побутувала думка, що пікти прибули в Шотландію зі Скіфії, регіону, яким називали степову територію від України до Середньої Азії. Б'юкенен шукав кандидатів на предків піктів серед кельтських племен Центральної та Східної Європи, сконцентрувавшись на згадуваних Тацітом котінах. Роберт Сіббальт у 1710 році, продовживши теорію Б'юкенена, ототожнив котінів з готами. В 1789 році Джон Пінкертон заявив, що піктська мова є попередником скотсу. Його аргументи мали хаотичний і часто дивний характер, зводячись до думки, що пікти були германцями, а кельти були нижчою расою людей. На сьогодні ця теорія є повністю спростованою.

## Топоніми
Важливим джерелом для дослідження піктської мови є топоніми частини Шотландії, колись населеною піктами. Найбільш характерними топонімами цієї місцевості є назви з префіксами Aber- «лагуна, затока», Lhan- «цвинтар, погост», Pit- «господарство, ферма», Fin- «пагорб» (?). Наприклад: Aberdeen або Aberdon (Абердін «лагуна річки Дон»), Lhanbryde (Ланбрайд «погост святого Брайда»), Pitmedden (Пітмедден), Pittodrie (Піттодрі), Findochty (Фінехті). Префікс Pit- є унікальним для цієї місцевості, на відміну від Aber-, аналоги якого можна знайти і в інших бритських мовах, наприклад: Aberystwyth (Абериствіт), Abertawe (Суонсі) — в Уельсі, Aberfala (Фалмут) — в графстві Корнуолл, Aber Wrac'h (Абер Урах) — в Бретані. Деякі піктські елементи в топонімах, як, наприклад, префікс Pit-, сформувалися вже після падіння Королівства піктів і могли з'явитися завдяки легендам та переказам.. Іншими характерними елементами топонімії колишніх земель піктів є pert «ярмарок» (Перт), carden — «бур'ян, кущ» (Плускарден, Кінкарден), pevr — «діамант» (Стратпефер, Пефері).
Завдяки топонімам також можна прослідкувати просування гойдельських мов на територію піктів. Таким топонімом є, приміром, Атолл (староірл. Ath-fhotla «Нова Ірландія»), область у центральній Шотландії. Назва відома з 8 століття. На території колишнього піктського королівства Фортріу також зафіксовані топоніми, які мали гойдельське походження.
Топонім Peanfahel (суч. Kinneil House) містить бритські та гойдельські елементи (бритське penn «кінець», гойдельське fal «стіна, мур»).

## Огамічні написи, які вважають піктськими
Існує 32, до кінця не розшифрованих, написи, які вважаються піктськими.
| Місце знахідки                           | Текст латиницею                                                    | Окремі зрозумілі слова |
| ---------------------------------------- | ------------------------------------------------------------------ | --- |
| Abernethy                                | qmi                                                                | |
| Aboyne                                   | nehhtvrobbaccennevv maqqotalluorrh                                 | Нехтан … син Талорка |
| Altyre                                   | ammaqqtallv lv bahhrrassudds                                       | ..син Талорка … |
| Auquhollie                               | vuunon itedovob b                                                  | |
| Birsay 1                                 | (m)onnorranrr                                                      | |
| Birsay 2                                 | bqi a b                                                            | |
| Brandsbutt                               | irataddoarens                                                      | |
| Bressay                                  | crroscc: nahhtvvddadds: dattr: ann bennises: meqqddrroann          | хрест ………… донька …… син Дростана |
| Brodie A                                 | von…ecco..                                                         | |
| Brodie B                                 | rginngchqodtosombs                                                 | |
| Brodie C                                 | eddarrnonn… tti… gng..                                             | Pidarnoin … |
| Buckquoy                                 | 1) старий варіант прочитання: (e)tmiqavsallc 2) новий: ENDDACTANIM | Згідно з Forsyth читається як Benddact Anim L. — благословіння на душу когось гельською.                                                                                                |
| Burrian                                  | idbmirrhannurractkevvcerroccs                                      | ……………………(c(e)rroccs — хрест ?) |
| Cunningsburgh 1                          | iru                                                                | |
| Cunningsburgh 2                          | ..ehteconmors …dov …ddrs                                           | |
| Cunningsburgh 3                          | etteca…..v: dattua …rtt..                                          | |
| Dunadd                                   | hcsd.t..v.nh.t l….vqrrhmdnhq                                       | |
| Golspie                                  | allhhallorreddmaqqnuuvvhrre.rr                                     | … син такого-то … |
| Gurness Broch:                           | ineittemen mats                                                    | |
| Inchyra A                                | ttlietrenoiddors..uhtuoaged…                                       | |
| Inchyra B                                | inehhetestieq…inne                                                 | |
| Keiss Bay                                | nehtetri                                                           | |
| Latheron                                 | duv nodnnatmaqqnahhto…                                             | … син Нехтана |
| Logie Elphonstone                        | caltchu                                                            | |
| Lunnasting stone at Lunnasting, Shetland | ettecuhetts: ahehhttannn: hccvvevv: nehhtons                       | … Нехтан Vincent (1896) твердив, що «камінь зведений ірландськими монахами не раніше 580 року н. е.» і наводить більш ранню транскрипцію: eattuicheatts maheadttannn hccffstff ncdtons. |
| Newton                                   | iddarqnnnvorrenn iku(a) iosie                                      | |
| North Uist                               | m..quntenac..t                                                     | |
| St Ninians                               | (…)besmeqqnanammovvez                                              | … син … |
| Scoonie                                  | eddarrnonn                                                         | Pidarnoin |
| Weeting 1                                | ulucuvute                                                          | |
| Weeting 2                                | gedevem…dos                                                        | |
| Whiteness                                | …vndar                                                             | |

## Написи латиницею
Існує всього 7 написів латиницею.
Silver Hoard з острова Святого Нініана
Resad jili Spusscio
або:
resad fili spusscio
The Saint Vigeans Stone, біля м. Арброт, Форфаршир.
drosten ipe uoret ett forcus
The Fordoun Stone, Кінкардіншир
pidarnoin